# Myles McKeon
Myles McKeon (Drummin, County Mayo, 3 april 1919 – 2 mei 2016) was een Iers-Australisch bisschop van de Rooms-Katholieke Kerk.

## Biografie
McKeon werd in 1947 tot priester gewijd en in 1962 tot bisschop. Hij werd hulpbisschop in het bisdom van Perth, alsook bisschop van Tobroek. In 1969 werd hij bisschop van Bunbury. Na 13 jaar ging hij in 1982 met emeritaat.